# 김종성 (1950년)
김종성(金鍾聲, 1950년 3월 26일 ~ )은 대한민국의 제14·15대 충청남도 교육감이었다. 그리고 충청남도 공주시 출신이다.

## 학력
- 귀산국민학교 졸업
- 공주대학교 사범대학 부설중학교 졸업
- 공주대학교 사범대학 부설고등학교 졸업
- 공주대학교 영어교육학 학사 졸업
- 공주대학교 교육대학원 석사 수료
- 2011 호서대학교 교육학 명예박사 수료

## 경력
- 대학수학능력시험 출제위원
- 충청남도장학회 이사
- 교육사랑장학재단 이사
- 학교안전공제회 감사
- 충청남도장애인체육회 이사
- 한국교직원공제회 충남지부 지부장
- 남성중학교 교사
- 해미고등학교 교사
- 공주사범대학 부속고등학교 교사
- 이인중학교 교사
- 1999.09 ~ 2000.08 천북중학교 교감
- 홍동중학교 교장
- 사곡중학교 교장
- 2003.09 ~ 2005.02 충청남도 교육청 중등교육과 인사담당 장학관
- 2005.03 ~ 2006.08 충청남도 교육청 교육정책홍보과장
- 2006.09 ~ 2008.02 제25대 공주교육청 교육장
- 2008.03 ~ 2009.02 충청남도 교육청 교육국장
- 2009.04 ~ 2010.06 제14대 충청남도 교육청 교육감
- 2010.07 ~ 2013.04 제15대 충청남도 교육청 교육감

## 수상
- 2005 옥조근정훈장
- 2009 녹조근정훈장
- 2011 전국청소년연맹 책임지도자 대회 대훈장

## 역대 선거 결과
|  | 31.07% |

|  | 69.23% |